# Dendrophthora arcuata
Dendrophthora arcuata är en sandelträdsväxtart som beskrevs av John Wright. Dendrophthora arcuata ingår i släktet Dendrophthora och familjen sandelträdsväxter. Inga underarter finns listade i Catalogue of Life.